# Polska Prawda
«Polska Prawda» — ежедневная социалистическая газета большевистского направления на польском языке, которая издавалась в Минске с 16 ноября (3 ноября по ст. стилю) 1917 года по 19 февраля 1918 года. До 25-го номера имела название «Prawda». Являлась органом власти минской группы Польского социалистического объединения (ПСО). Её основателями и редакторами были Станислав Берсон, Стефан Гельтман и С. Янковский. Выходила нерегулярно, всего 76 номеров.
Газета много внимания уделяла разъяснению вопросов, связанных с октябрьской революцией, и комментированию действий I Польского корпуса ген. Иосефа Довбор-Мусницкого. Призывала к созданию польских революционных батальонов и определяла их задачи, поддерживала большевиков, латышских социал-демократов и ПСО в выборах в учредительное собрание России 25 ноября (12 ноября по ст. стилю) 1917 года. Печатала постановления и заявления подотдела по польским делам Совета Народных Комиссаров Западной области и фронта, резолюции и отчеты с митингов и собраний, корреспонденцию из провинции, информацию о ситуации в Польше и др.